# Joseph Wertheimer
Pour les articles homonymes, voir Wertheimer.
Joseph Wertheimer est né le 22 mai 1833 dans la commune de Soultz (Haut-Rhin), et décédé à Genève le 27 avril 1908. Grand-rabbin de Genève de 1859 à 1908, il fut également professeur de philologie et de linguistique comparée à l'Université de Genève de 1873 à 1906. Il était de nationalité française, Chevalier de la Légion d'honneur en 1877.

## Origines familiales
La famille Wertheimer est originaire d'Ihringen, et de Vieux-Brisach, dans le Pays de Bade (Allemagne). Cependant, l'origine de leur patronyme semble provenir de la commune de Wertheim, une petite localité qui est aussi située dans le Pays de Bade. 
Abraham Wertheimer, l'arrière-grand-père, était Sofer (scribe) de la communauté juive d'Ihringen. Il écrivit plusieurs Haggadot, dont deux, datant de 1732 et 1740, sont conservées à Ihringen, et une troisième (datant de 1856) se trouve au Musée juif de Londres.
En 1813, le père de Joseph Wertheimer (Jacob), s'installe à Soultz pour exercer les fonctions de ministre officiant, un poste qu'il occupera jusqu'en 1859. Quant au jeune Joseph, c'est à l'âge de 19 ans qu'il intègre le Séminaire Israélite de France qui siégeait encore à Metz. Il poursuit en parallèle des études de lettres et de théologie, à l'Université de Strasbourg. En 1857, il obtient son doctorat et son diplôme de rabbin.

## Ses débuts à Genève

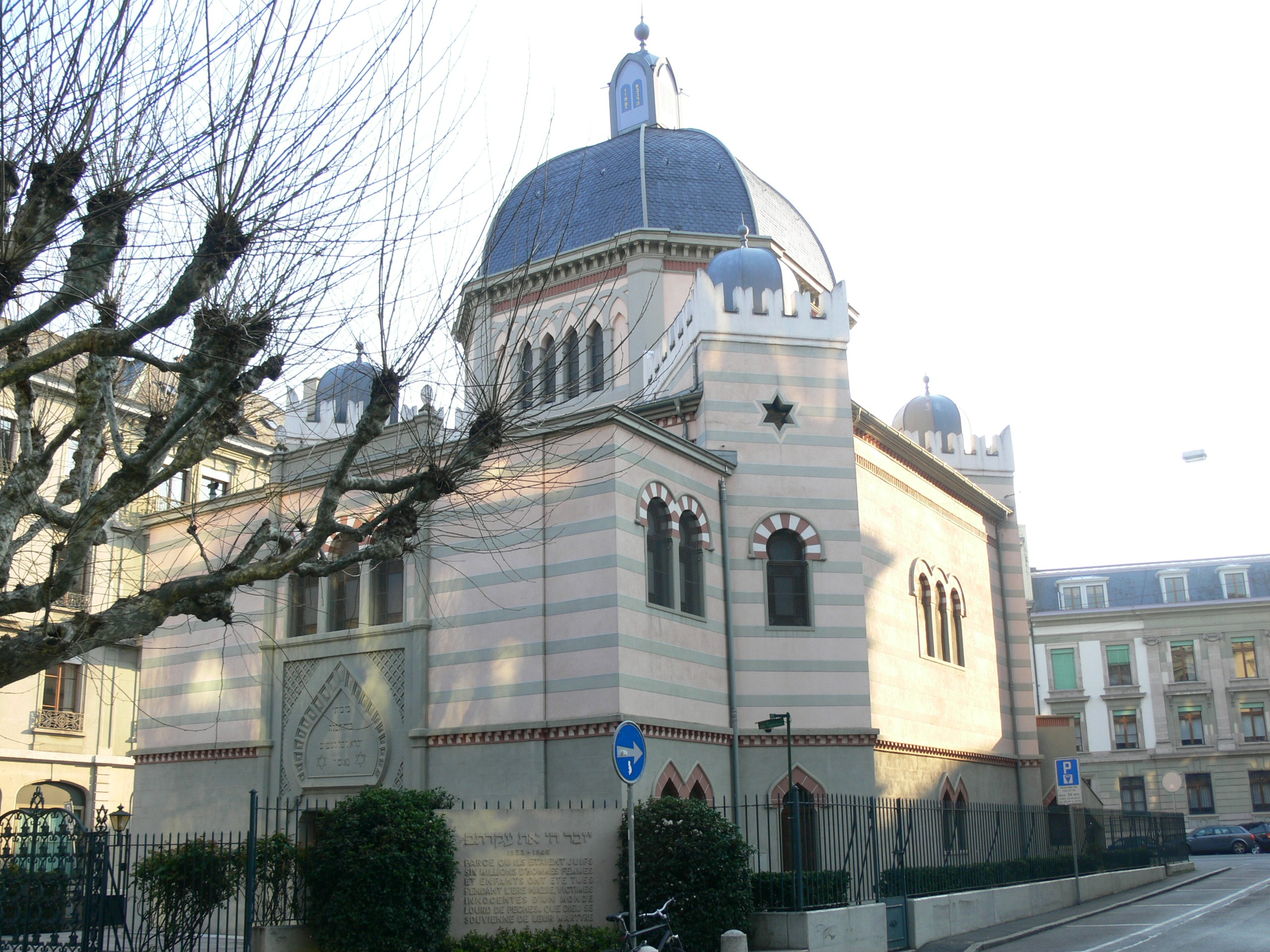
La Synagogue Beth-Yaacov de Genève

En 1859, la Communauté israélite sise dans la cité de Calvin nomme Joseph Wertheimer Grand-rabbin de Genève. Il est le premier à occuper ce poste avec ce titre. Sa juridiction rabbinique s'étend toutefois jusqu'à Lausanne, Bienne, et Avenches. Son premier acte significatif sera l'inauguration de la Grande synagogue de Genève, le 1er juillet 1859.
Homme particulièrement ouvert, et doté d'un grand sens de la communication, il va rapidement se faire apprécier d'une communauté, mais aussi d'une population, rendues affables par son érudition.
Le 4 août 1865, il inaugure la nouvelle synagogue d'Avenches - une commune qui abrite 217 familles juives représentant 14 % de la population locale.
En janvier 1868, il obtient pour la Communauté israélite de Lausanne la création d'un carré confessionnel dans le cimetière communal de Montoie - une parcelle qui servira également pour les enterrements des membres de la Communauté israélite d'Yverdon-les-Bains.
En 1871, durant le conflit franco-prussien, il joue un rôle prépondérant dans l'assistance qu'il porte à une Armée Bourbaki - en pleine déroute - qui s'est réfugiée en Suisse. Dans les mois qui suivent la défaite française et la perte de l'Alsace, Joseph Wertheimer aide de nombreuses familles juives, qui ne veulent pas devenir allemandes, à s'établir en Suisse. La France, reconnaissante pour son action au cours de cette période, l'élèvera au rang de Chevalier de la Légion d'honneur le 18 avril 1877.

## Wertheimer, Maître d'enseignement
En 1873, Joseph Wertheimer est nommé professeur à l'Université de Genève, où il enseigne la philologie et la linguistique comparée, deux disciplines auxquelles il va se consacrer durant 32 ans. Il publiera à cette occasion plusieurs de ses travaux.
Au cours de cette période, il apportera également une remarquable assistance - beaucoup plus matérielle que spirituelle - aux nombreux étudiants juifs d'origine russe qui viennent s'instruire à Genève, mais qui vivent pour la plupart dans la plus totale indigence. C'est ainsi qu'il obtiendra par la voie de généreux donateurs, en l'occurrence les familles Hirsch et Rothschild, de nombreuses bourses et subsides destinés à venir en aide à ces jeunes gens qui représentent la future classe intellectuelle russe.
Durant son professorat, Joseph Wertheimer côtoiera des personnalités comme Lénine, Plekhanov, Chaïm Weizmann, et Martin Buber.

## La fin de son grand rabbinat
En 1906, sérieusement affaibli par une maladie des reins, Joseph Wertheimer renonce à poursuivre ses activités de professeur à l'Université. Il meurt le 27 avril 1908 à l'âge de 74 ans, après 49 années passées au service de sa communauté.
La tâche ne s'annonce pas alors des plus faciles pour son successeur - Ernest Ginsburger - car il s'agit de remplacer une des figures les plus emblématiques de la fin du XIXe siècle à Genève. En effet, Joseph Wertheimer ne fut pas seulement un grand guide spirituel pour les membres de sa communauté, mais aussi un homme particulièrement apprécié par la population et l'exécutif genevois en raison de son extraordinaire sens des relations humaines. Il œuvra admirablement pour le rapprochement judéo-chrétien et fit montre de grandes capacités dans l'enseignement, qu'il soit religieux ou universitaire.

## Écrits
- Les Juifs de l'Occident et le judaïsme moderne, Genève, 1862.
- La linguistique, Genève, 1877.
- Le Talmud, histoire de sa formation, Genève, 1880.
- Les Juifs et le judaïsme dans la société moderne, Paris, 1883.
- Bibliographie der Schweizergeschichte : Bibliographie de l’histoire suisse : 1471, pages 117-272-291